# Place de l'Ours
La place de l'Ours est une place de Lausanne, en Suisse, située sur le tripoint entre les quartiers Centre, Mousquines/Bellevue et Vallon/Béthusy.

## Histoire

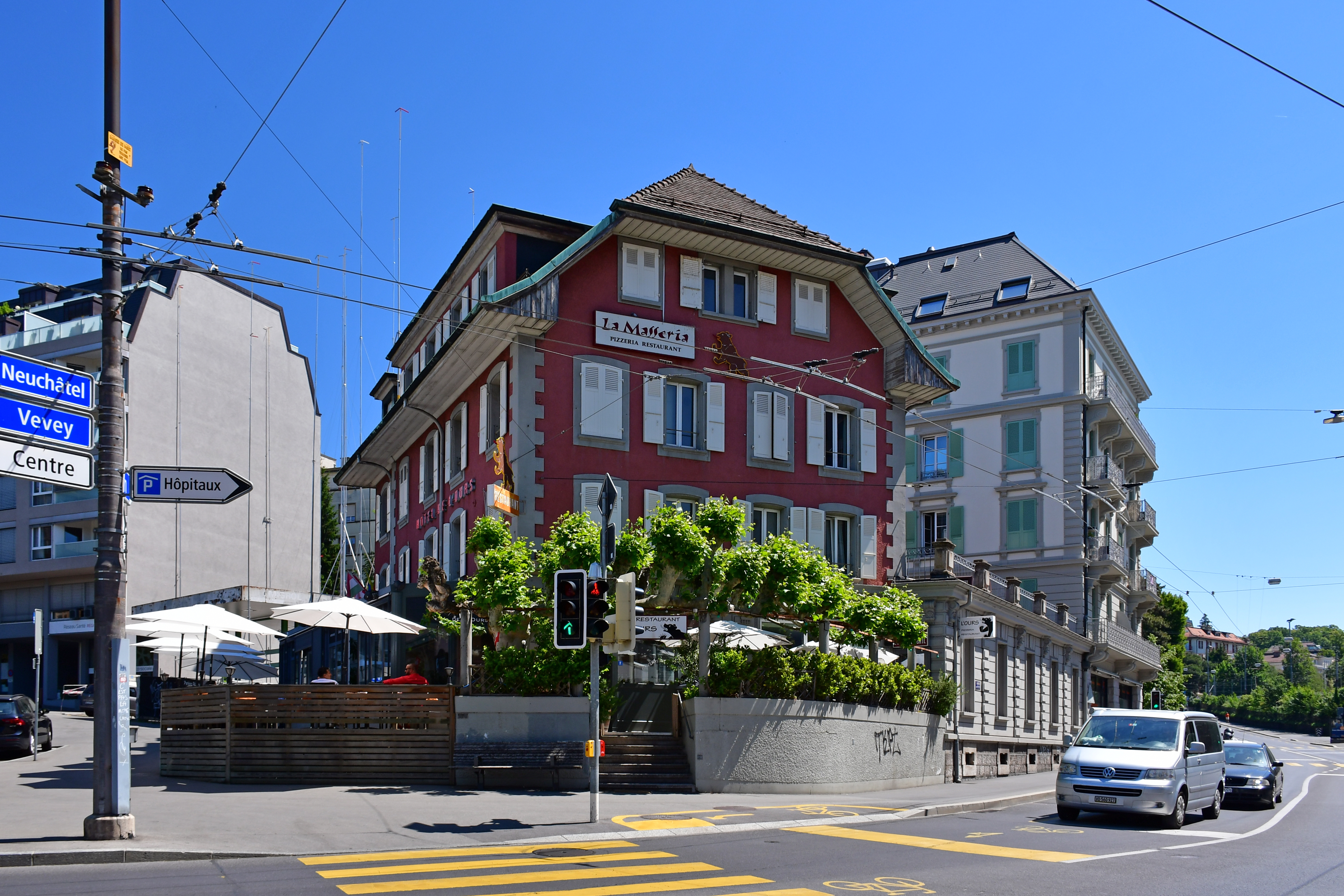
L'hôtel de l'Ours, construit en 1841. Les perches visibles à droite derrière l'édifice, sur cette photo de mai 2020, annoncent l'épannelage de la nouvelle construction jusqu'à la hauteur de l'édifice accolé à gauche.

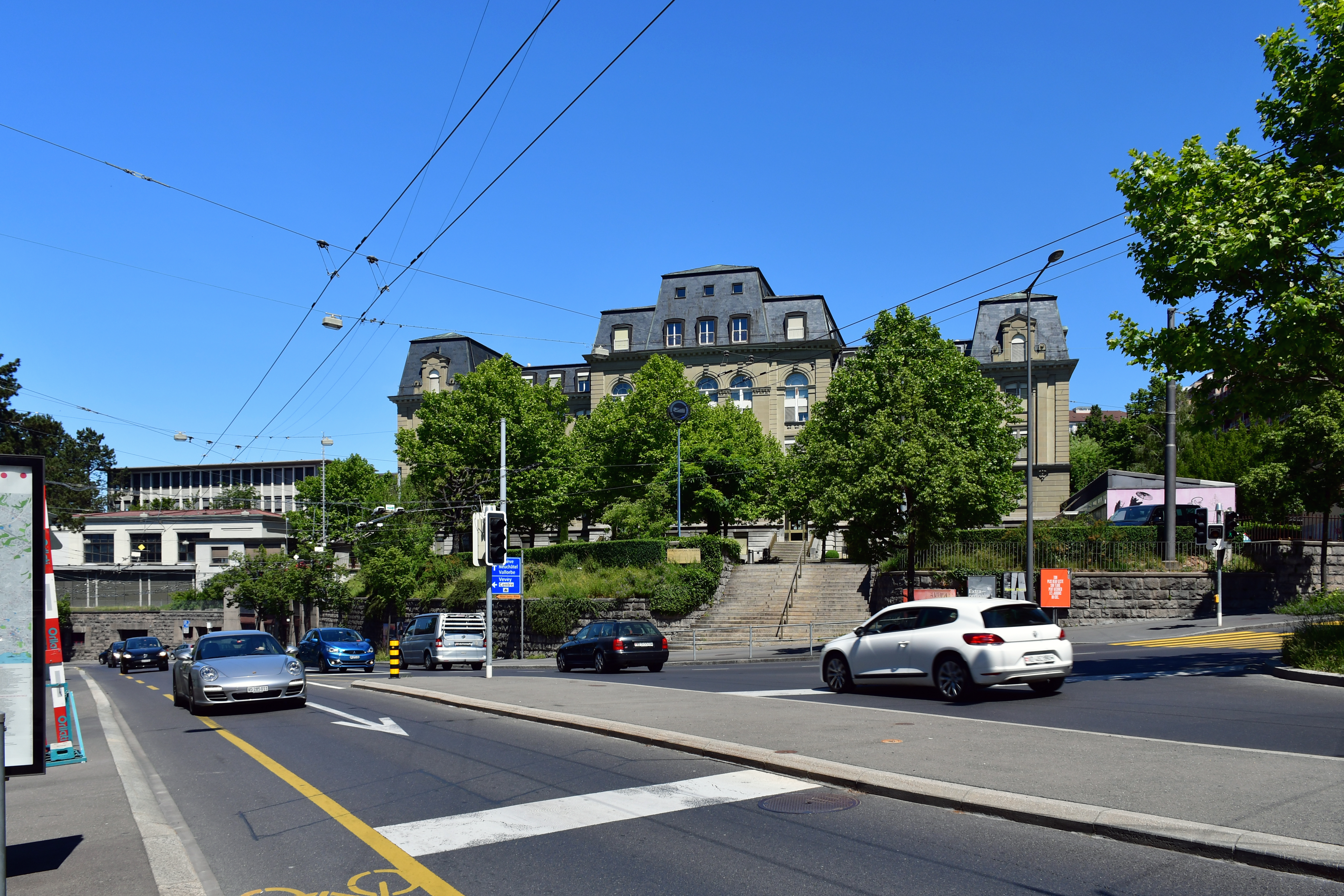
La place vue du sud avec, au second plan, le gymnase du Bugnon, partiellement caché par des arbres.

En 1789, la porte de Marterey est démolie. Sur l'espace ainsi gagné se rejoignent dès 1792 les chemins venant de la Sallaz et de Béthusy. Au début du XIXe siècle, une forge s'installe aux abords du carrefour, ainsi qu'une fontaine en 1826.
Le contournement de la cité médiévale grâce à une série de routes à faible dénivelé, sur lesquelles se branchent les principales voies de communication avec l'extérieur, imaginé en 1835 par l'ingénieur cantonal Adrien Pichard et qui se termine en 1855 par l'ouverture du tunnel de la Barre, entraîne une augmentation du trafic sur la place. La forge est remplacée en 1841 par l'Auberge de l'Ours. Le tunnel de la Barre est relié à la Caroline dès 1850 par la route de la Solitude, dont un embranchement rejoint la future place de l'Ours qui est alors agrandie. Moins raide que la rue Martery, cette nouvelle voie est utilisée par les convois qui quittent le centre en direction du nord.
Les dimensions de la place et sa forme générale changent peu depuis 1850. En 1860, la place, appelée « place au-dessus de Marterey » ou « vers l'Ours en Marterey », n'est pas totalement accessible au public ; elle est en effet louée en partie comme dépôt de matériaux jusqu'en 1871, année où les autorités décident d'abolir cette pratique pour offrir un aspect plus soigné à l'entrée de la ville. L'école de Villamont-Dessus est bâtie en 1887. Une ligne de tramways venant du centre est créée en 1896 ; trois ans plus tard, elle monte au nord jusqu'à l'hôpital cantonal du Bugnon et jusqu'à la Rosiaz à l'est. En 1902, la ligne nord dessert la place de la Sallaz,.
L'imposant bâtiment de l'École normale, chargée de la formation des enseignants, est construit en 1900 au nord de la place et inauguré le 8 janvier 1901. Il permet de réunir les différents enseignements disséminés jusque là dans plusieurs bâtiments. L'École normale déménage en 1980 et l'édifice est occupé depuis par le gymnase du Bugnon, un établissement d'enseignement secondaire du deuxième cycle.

## Situation, accès et description
La place de l'Ours se trouve sur le tripoint entre les quartiers Centre, Mousquines/Bellevue et Vallon/Béthusy. On y accède par l'ouest par la rue du Dr-César-Roux, par le nord par la rue du Bugnon, par l'est par l'avenue de Béthusy et par le sud par le passage Perdonnet et par la rue Marterey, piétonne dans sa partie supérieure. La place est dominée au nord par l'imposant édifice du gymnase du Bugnon.

### Transports publics
La place et desservie par les lignes 6 7 des transports publics de la région lausannoise et par la ligne   du métro (station Ours).